# Alte Bürg (Weißenburg in Bayern)
Die Alte Bürg ist der Rest einer frühmittelalterlichen Höhenburg auf der Westflanke des Eichelbergs bei einer Höhe von 570 m ü. NHN unweit des Ortsteils Schleifer am Berg östlich der Kreisstadt Weißenburg in Bayern im Landkreis Weißenburg-Gunzenhausen in Bayern. Die Überreste der Burg sind unter der Aktennummer D-5-6932-0208 in der Bayerischen Denkmalliste als Bodendenkmal ausgewiesen.
Der Burgrest zeigt noch eine zum Teil 3,5 Meter hohe Wallkrone über einer Grabensohle sowie nach 100 Metern einen Graben mit zwei weiteren Wällen, wobei einer 2 Meter dicke Wallmauerreste enthält. Eine 2,7 Meter dicke Mauer riegelt in einem Bogen die Kernburg von der Vorburg ab und zeigt noch Pfostenschlitze. Ein Gedenkstein mit einer fälschlichen Annahme trägt die Inschrift „Ueberreste eines römischen Castrums“ und stammt aus dem Anfang des 19. Jahrhunderts. Bereits in vorgeschichtlicher Zeit war der Berg besiedelt. Etwa 1000 Meter östlich befinden sich drei Grabhügelfelder, die auf die Jungsteinzeit hinweisen.